# Enzo Ianni
Enzo Ianni (Carrara, 16 aprile 1914 – Carrara, 15 marzo 2003) è stato un generale e aviatore italiano, pilota dell'Aeronautica Militare più volte decorato al valor militare e partigiano nella lotta di liberazione nazionale. È stato nominato Cavaliere della Repubblica Italiana il 2 giugno 1958 dal Presidente della Repubblica Giovanni Gronchi e insignito del Diploma d'Onore dell'Unità Aerea del 4º Stormo per il contributo dato alla liberazione del Paese. La sua vita si è svolta su tre continenti: l'Africa, l'Asia e l'Europa.

## Biografia

### I primi anni nell'aviazione
Si forma alla Scuola Allievi Ufficiali di Pisa dove a ventitré anni consegue il brevetto di pilota d'aviazione.
Si distingue presto per l'eccezionale abilità nelle tecniche acrobatiche ed è inviato all'aeroporto di Campoformido (Udine), sede del 1º Stormo, celebre per aver dato origine alle Frecce Tricolori. A Campoformido si specializza come pilota nella guida degli apparecchi da caccia.

### Il conflitto mondiale
Quando scoppia la seconda guerra mondiale (1940) Enzo Ianni si trova in Eritrea, all'epoca colonia italiana, come pilota in S.P.E. (Servizio Permanente Effettivo).
Assegnato alla XIII Squadriglia di Stato Maggiore dell'Asmara combatte sotto il comando del Viceré Amedeo di Savoia-Aosta, Comandante Superiore delle Forze Armate Italiane in A.O.I., meritandosi sul campo la medaglia d'argento e quella di bronzo al valor militare.
È in prima linea nella battaglia dell'Amba Alagi (1941), dove gli italiani, dopo una strenua resistenza, ricevono dalle truppe britanniche l'onore delle armi. Fatto prigioniero dagli inglesi riesce a pianificare e realizzare con i suoi commilitoni una fuga durante un trasferimento di prigionieri da Adi Caieh all'Asmara. Raggiunta Massaua, principale porto dell'Eritrea, sfugge ai controlli della Military Police britannica e riesce ad imbarcarsi con i suoi uomini su un'imbarcazione con la quale raggiunge l'Arabia Saudita

### L'Arabia Saudita
Raggiunta l'Arabia Saudita, trova rifugio presso la legazione diplomatica italiana, che lo avvia in un campo per profughi civili e militari italiani, organizzato dalle autorità saudite, nell'isola di Abu Saad, poco lontano da Gedda. In seguito, grazie all'intermediazione del Re Ibn Saʿūd, fondatore e primo sovrano del moderno regno dell'Arabia Saudita, meglio noto in Europa come "Napoleone del deserto", riesce a tornare in Italia su una nave della Croce Rossa Internazionale.

### 8 settembre 1943
Tornato in Italia, dopo l'armistizio dell'8 settembre 1943, trova un Paese devastato dai bombardamenti, invaso dai tedeschi e privo di un'autorità di governo legittima. Enzo Ianni, non si rassegna al collasso politico e militare del Paese, aderisce al Comitato di Liberazione Nazionale (CLN) e diventa partigiano nella formazione di Giustizia e Libertà del Partito d'Azione di Carrara, collaborando attivamente all'organizzazione dei primi nuclei partigiani sulle Alpi Apuane. È su questi monti che passa la Linea Gotica, un complesso sistema di fortificazioni, bunker e campi minati che i tedeschi dell'Organizzazione Todt avevano realizzato per bloccare l'avanzata degli Alleati. Nel luglio 1944 Enzo Ianni si offre come volontario insieme a Fausto Chericoni (Partito d'Azione) per far pervenire al S.O.E. (Special Operations Executive), una copia dei piani della Linea Gotica, che i partigiani erano riusciti a realizzare nella clandestinità. Riesce a superare i posti di blocco tedeschi e il 19 luglio 1944 porta a compimento la missione del Comitato di Liberazione (Missione della Linea Gotica), raggiungendo i reparti della V Armata (United States Army North), consegnando copia dei piani della Linea Gotica al S.O.E. britannico. È quindi inviato al 4º Stormo Caccia Terrestre dove sotto il comando del maggiore Luigi Mariotti e successivamente del maggiore Ranieri Piccolomini Clementini Adami prende parte ad una serie di azioni con la Balkan Air Force fino alla fine del conflitto.

### I riconoscimenti
Enzo Ianni per meriti di guerra viene promosso nel 1945 al grado di Capitano. Nel 1953 il colonnello Vincenzo Lioy pubblicò il libro "Gloria senza allori" in cui fece conoscere per la prima volta al grande pubblico la vicenda di Enzo Ianni. Nel 1958  il Presidente della Repubblica Giovanni Gronchi gli conferisce il titolo di Cavaliere al Merito della Repubblica Italiana; riceve importanti riconoscimenti per il contributo dato alla lotta di liberazione da parte del Maresciallo Harold Alexander, dal IV Stormo Caccia, dalla VIII Armata Britannica e dalla V Armata Americana.
Nel marzo 2005 il Consiglio regionale della Toscana ha ricordato il Generale dell'Aeronautica Militare Enzo Ianni tra i protagonisti della Resistenza toscana.
In occasione del 60º Anniversario della liberazione la Regione Toscana ha inserito nella propria Collana Storica il libro che ricostruisce la sua vita, intitolato "Dai cieli del Mar Rosso all'Italia", scritto dal nipote Pierpaolo Ianni. Il libro è stato selezionato per partecipare alla 38ª Edizione del Premio Nazionale Aqui Storia (Edizione 2005).
Il 31 maggio 2006 la figura del Generale Enzo Ianni è stata oggetto di un convegno svoltosi nella Sala del Gonfalone di Palazzo Panciatichi a Firenze presso il Consiglio regionale della Toscana.
Nel 2016 è stato pubblicato il libro "Oases of freedom", basato su documenti d'archivio britannici (TNA di Londra), in cui si ricostruisce in modo completo la Missione della linea Gotica a cui il Generale Enzo Ianni prese parte. Il libro "Oases of Freedom"  è stato presentato il 13 giugno 2016 presso l'Istituto della Enciclopedia Italiana Treccani nella Sala Igea di Palazzo Mattei di Paganica a Roma. L'iniziativa è stata patrocinata dall'Istituto della Enciclopedia Italiana Treccani, dall'Ambasciata Britannica e dall'Aeronautica Militare.